# Jezera, Murter
Jezera so naselje in pristanišče ob istoimenskem zalivu na otoku Murter (Hrvaška), ki upravno spada pod občino Tisno Šibeniško-kninske županije.

## Geografija
Jezera ležijo ob istoimenskem zalivu na jugozahodu otoka. Starejši del naselja leži ob cesti za Tisno, novejši pa na obali na koncu dolgega zaliva. Ime kraja izvira od številnih majhnih jezerc, ki nastanejo ob močnem dežju v kraških vrtačah. Kraj je s cesto povezan z drugimi naselji na otoku.
Pristan v dnu zaliva je zaščiten z valobranom, na koncu katerega stoji svetilnik, ki oddaja svetlobni signal: R Bl5s. Za valobranom se proti koncu zaliva razprostira marina s šetimi pomoli.

## Demografija
| Pregled števila prebivalcev po letih | Pregled števila prebivalcev po letih | Pregled števila prebivalcev po letih | Pregled števila prebivalcev po letih | Pregled števila prebivalcev po letih | Pregled števila prebivalcev po letih | Pregled števila prebivalcev po letih | Pregled števila prebivalcev po letih | Pregled števila prebivalcev po letih | Pregled števila prebivalcev po letih | Pregled števila prebivalcev po letih | Pregled števila prebivalcev po letih | Pregled števila prebivalcev po letih | Pregled števila prebivalcev po letih | Pregled števila prebivalcev po letih |
| ------------------------------------ | ------------------------------------ | ------------------------------------ | ------------------------------------ | ------------------------------------ | ------------------------------------ | ------------------------------------ | ------------------------------------ | ------------------------------------ | ------------------------------------ | ------------------------------------ | ------------------------------------ | ------------------------------------ | ------------------------------------ | ------------------------------------ |
| 1857                                 | 1869                                 | 1880                                 | 1890                                 | 1900                                 | 1910                                 | 1921                                 | 1931                                 | 1948                                 | 1953                                 | 1961                                 | 1971                                 | 1981                                 | 1991                                 | 2001                                 |
| 492                                  | 542                                  | 567                                  | 610                                  | 644                                  | 707                                  | 804                                  | 829                                  | 959                                  | 938                                  | 936                                  | 894                                  | 784                                  | 838                                  | 841                                  |

## Gospodarstvo
Prebivalci se poleg ribolova ukvarjajo tudi s turizmom. V kraju oddajajo turistične sobe in apartmaje, tu je tudi avtokamp Jezera-Lovišća in marina. ACI marina Jezera lahko sprejme jahte dolge do 14 m. V marini je 200 privezov ob pomolih v morju ter 80 mest na kopnem, 10 t dviglo, črpalka za gorivo, tehnični servis in restavraija.

## Zgodovina
Naselje je prvič omenjeno leta 1298. V naselju stoji župnijska cerkev Gospe od Zdravlja postavljena leta 1722 ob kateri stoji 32 metrov visok zvonik.